# Leighton Buzzard
Leighton Buzzard är en ort i civil parish Leighton-Linslade, i distriktet Central Bedfordshire, Storbritannien. Den ligger i grevskapet Bedfordshire och riksdelen England, i den södra delen av landet, 60 km nordväst om huvudstaden London. Leighton Buzzard ligger 97 meter över havet och antalet invånare är 33 467. Leighton Buzzard var en civil parish fram till 1965 när blev den en del av Leighton Linslade. Civil parish hade 11 745 invånare år 1961. Staden nämndes i Domedagsboken (Domesday Book) år 1086, och kallades då Lestone.
Terrängen runt Leighton Buzzard är platt. Runt Leighton Buzzard är det ganska tätbefolkat, med 192 invånare per kvadratkilometer. Närmaste större samhälle är Milton Keynes, 15,4 km norr om Leighton Buzzard. Trakten runt Leighton Buzzard består till största delen av jordbruksmark.